# Саллі Гепворт
Саллі Гепворт (англ. Sally Hepworth; нар. 1980) — австралійська письменниця. Написала сім книжок, зокрема «Секрети акушерок», роман, який вийшов 2015 року, і роман «Хороша сестра», який виграв премію Девітта в категорії кримінальний роман для дорослих 2021 року. Гепворт та її роботи були представлені в ЗМІ, зокрема в USA Today, The New York Times і The Sydney Morning Herald.

## Кар'єра
Перш ніж стати письменницею, Гепворт працювала й у сфері управління подіями, й у відділі кадрів. Перебуваючи у декретній відпустці після народження  першої дитини, Гепворт написала роман «Любов по-французьки» про британку, яка їде до Франції після нещасного випадку, внаслідок якого її чоловік впав у кому. Героїня їде до Франції, щоб побачити, чого французи можуть навчити її про життя. Гепворт не змогла закінчити книжку відразу після народження сина Оскара, але вона врешті-решт вийшла в Німеччині 2014 року.
2015 року вийшла друга книжка Гепворт «Секрети акушерок», яку вона написала під час вагітності другою дитиною. У романі йдеться про три покоління акушерок. Готуючись до написання книжки, вона опитувала акушерок під час оглядів і читала художню та публіцистичну літературу на цю тему. К. Джей Делл'Антонія з The New York Times назвала її «швидким і веселим читанням», а інші огляди книжки вийшли у Publishers Weekly, The Sydney Morning Herald і Kirkus Reviews.
Гепворт і далі видавала роман щороку, зокрема «Речі, які ми зберігаємо» 2016 року, «Обіцянка матері» 2017 року та «Сім’я по сусідству» 2018 року. «Сім’я по сусідству» став першим романом Гепворт, дія якого відбувається у її рідному місті Мельбурні, Австралія, і цю тенденцію вона продовжила в романі «Свекруха» 2019 року.

## Особисте життя
Гепворт мешкає у Мельбурні, Австралія, зі своїм чоловіком і трьома дітьми, Оскаром, Елоїзою та Клементиною Роуз. 11 серпня 2023 року вона оголосила про розлучення з чоловіком Крістіаном.

## Переклади українською
- Гепворт, Саллі (2025). Споріднена душа. Гостросюжетна проза. Переклад: Стельмах, Дмитро. РМ. с. 344. ISBN 9786178373733.
- Гепворт, Саллі (2024). Хороша сестра. Гостросюжетна проза. Переклад: Дятел, Оксана. РМ. с. 320. ISBN 9786178373719.
- Гепворт, Саллі (2021). Свекруха. Переклад: Дятел, Оксана. РМ. с. 384. ISBN 9789669176202.

## Зовнішні посилання
- Офіційний сайт
- Profile at Macmillan Publishers
- Profile at Pan Macmillan Australia